# Híres elefántcsontpartiak listája

## Történelmi személyek
- Abia Pokou királynő (szül. 1720), a Baule nép legendás hősnője, aki Elefántcsontpartra vezette őket a mai Ghana területéről.
- Félix Houphouët-Boigny (1905–1993), az első afrikai származású francia kabinetminiszter (1956–69), 1960-ban Elefántcsontpart első elnöke lett, és egészen haláláig folyamatosan újraválasztották.
- Henri Konan-Bedie (szül. 1933) 1993-ban választották elnökké, mely posztot a 2000 januárjában bekövetkezett katonai puccsot követő száműzetéséig megtartott.
- Bernard Binlin Dadié (szül. 1916), a nemzet kimagasló irodalmi alakja, aki külföldön is híressé vált számos verseskötete és novellái révén. Jelentős kormányzati tisztséget töltött be, míg végül 1977-ben kultuszminiszter lett.

## Politika
- Guillaume Soro 2007 óta Elefántcsontpart miniszterelnöke[1]
- Pierre Djédji Amondji Abidjan kormányzója[2]
- Youssouf Bakayoko nemzetközi kapcsolatok minisztere[3]

## Kultúra
- Soum Bill énekes[4]
- Frédéric Bruly Bouabré (Cheik Nadro-ként is közismert) művész[5]
- Angele Bassolé-Ouédraogo költő, újságíró[6]
- Micheline Coulibaly vietnami születésű gyermekkönyvíró[7]
- Bernard Binlin Dadié novellaíró és költő

## Sport
- Affoué Amandine Allou futó
- Gregory Arkhurst olimpiai úszó
- Louise Ayétotché futó
- Max Brito szenegáli születésű rögbijátékos
- Didier Drogba labdarúgó
- Emmanuel Eboué labdarúgó
- Salomon Kalou labdarúgó
- Kolo Touré labdarúgó
- Yaya Touré labdarúgó